# Naluo jezik
Naluo jezik (ISO 639-3: ylo; ostali nazivi: Qiao-Wu Yi, Qiaojia-Wuding Yi), lolo-burmanski jezik kojim govori oko 40 000 ljudi u kineskoj provinciji Yunnan u okruzima Qiaojia, Wuding, Luquan, Yuanmou i Huize.
Etničk ise vode kao dio nacionalnosti Yi, a njihov jezik naluo jedan je od dva istočnih yi jezika, šira sjevernololoska skupina. 

## Vanjske poveznice
- Ethnologue (14th)
- Ethnologue (15th)
- The Yi, Naluo Language